# Švestka (divadelní hra)
Švestka, v podtitulu jevištní sklerotikon, je třináctá divadelní hra z repertoáru Divadla Járy Cimrmana. Napsali ji Zdeněk Svěrák a Ladislav Smoljak, jako spoluautor (resp. hlavní autor) je uváděn fiktivní český vynálezce, filosof a dramatik Jára Cimrman. Hra měla premiéru 14. listopadu 1997 v Žižkovském divadle Járy Cimrmana v Praze.
Do 30. června 2009 se uskutečnilo celkem 724 představení.

## Obsah představení
Obdobně jako většina ostatních představení Divadla Járy Cimrmana, je i Švestka složena ze dvou částí – nejprve série odborných referátů, týkajících se života a díla Járy Cimrmana, a po přestávce pak uceleného zpracování Cimrmanova díla – jednoaktové činohry Švestka.

### Seminář
Hra je uvozena následujícími referáty (v závorce je název postavy, kterou zpravidla příslušný přednášející ztvárňuje ve hře):
- Cimrmanův krokový defekt (Emilka / Jenny / Andulka)
- Písně s dentální tematikou (Sváťa Pulec)
- Železniční stomatolog (Blažej Motyčka) – o Cimrmanově díle na poli zubní protetiky
- Japonská inspirace (Eda Wasserfall) – v této přednášce je řeč o Cimrmanově používání masek pro ženské role, což je pak aplikováno i ve hře.
- Dva stařecké neduhy (Přemysl Hájek) – tento příspěvek je pojat jako volné pojednání na téma „stáří“, přičemž evokuje rozvleklé a nesouvislé rozhlasové promluvy Zdeňka Nejedlého v pozdním věku.
- Hudební tečka – píseň „Šel nádražák na mlíčí“ (postupně všichni účinkující). Melodie („rekonstruovaná“ Jaroslavem Uhlířem) se vyznačuje extrémním minimalismem, kdy se skládá jen ze dvou tónů s intervalem půltónu. Na kompilaci Posel světla a další... (2005)[3] je pro humorný efekt zařazena nahrávka, kde herci během písně na dvou místech pokazí (uspěchají) nástup.

### Hra
Vlastní hra se odehrává ve venkovské železniční zastávce Středoplky, kde bydlí a slouží mladý vechtr Kamil Patka. Sem přijíždí zdejší bývalý vechtr Přemysl Hájek, kterému drážní oddělení Stromy u trati odkázalo strom švestky v zahrádce vechtrovny, který kdysi sám zasadil. Podle smlouvy má právo švestku očesat nejpozději toho dne do šesti hodin večer, jinak úroda propadá dráze. Na místě už na Hájka čeká jeho starý kamarád Blažej Motyčka, a dorazit má ještě Sváťa Pulec. Hájek si chce u Patky půjčit žebřík, ten ale nemá žádný zájem mu pomáhat, neboť dosud měl ze švestek užitek on sám, a žebřík mu neposkytne. Hájek se mu vysměje s odkazem na horolezce Sváťu, který se ale vzápětí ukáže na invalidním vozíku, neboť při osmém výstupu na svou oblíbenou Milešovku z ní spadl. Tím pádem musí trojice důchodců vyřešit, jak se na strom dostat. 
Věc je komplikována tím, že pouze Sváťa má ve svém věku ještě jasnou mysl, zatímco Přemek trpí těžkou „sklerózou“ a každou chvíli ztrácí pojem, proč sem přijeli, a Blažej zase neustále vede nesouvisející monology na dávno minulá témata. Přemek se navíc vyžívá v potřásání rukou a zapomíná se pustit. Tento narůstající chaos je ještě zvyšován dalšími náhodnými návštěvníky staničky, což jsou postupně tři ženy (všechny hrané jedním hercem s různými maskami) – naivní Emilka Najbrtová s outěžkem, rázná sufražetka Jenny Suk a věčně rozesmátá a zpívající Andulka Šafářová. Kamil, trpící ve službě samotou, se u všech snaží získat přízeň, a u Andulky konečně uspěje. Mezitím se objeví ještě Eda Wasserfall z Klubu českých turistů, který se na švestce rozhodne namalovat značku. 
Čas ubíhá, roztrpčený Sváťa se několikrát marně pokusí odjet, a nakonec úderem šesté hodiny přijede drezína s drážním inspektorem Kryštofem Nastoupilem, který jde převzít nesklizenou úrodu. Přemek, který už vůbec neví, co se děje, ho srdečně uchopí za pravici, čímž ho bezděky zneškodní, zatímco všichni ostatní rychle setřásají švestky do nastavených pytlů.

## Obsazení
Současné obsazení je uvedeno tučně, předchozí obsazení kurzívou. Malým písmem je uvedena role, která není zaznamenána v oficiálním knižním vydání hry.
| Role           | Role                                        | Herci |
| Úvodní seminář | Hra                                         | |
| -------------- | ------------------------------------------- | --- |
| přednášející   | Přemysl Hájek                               | Zdeněk Svěrák 2 4 5 6, Miroslav Táborský 7 Ladislav Smoljak † 1 3                                                          |
| přednášející   | Kamil Patka                                 | Petr Reidinger 1 3 4 5 6 7 Marek Šimon 2                                                                                   |
| přednášející   | Blažej Motyčka                              | Marek Šimon 5 6 7 Bořivoj Penc † 2 3, Jaroslav Weigel † 1 4, Ladislav Smoljak † (18. 10. 1998 záskok za Jaroslava Weigela) |
| přednášející   | Sváťa Pulec                                 | Robert Bárta 5 6 7, Jan Hraběta 2 Jan Kašpar † 1 3 4                                                                       |
| přednášející   | Eda Wasserfall                              | Genadij Rumlena 2 3 4 5 7, Robert Bárta Pavel Vondruška † 1, Václav Kotek †                                                |
| přednášející   | Emilka Najbrtová Jenny Suk Andulka Šafářová | Petr Brukner 1 3 4 6 7, Josef Čepelka Miloň Čepelka 2 5, Václav Kotek † 1 (pouze Emilku Najbrtovou)                        |
| asistent       | Kryštof Nastoupil                           | Michal Weigel 5 6 7 Václav Kotek † 1 3, Robert Bárta 2 4                                                                   |

1 – alternace z desky Supraphonu (1998, nahráno 24. 5. 1998)
2 – alternace z desky Supraphonu (1998, nahráno 31. 5. 1998)
3 – alternace z audiovizuální nahrávky ČT (2001)
4 – alternace z úryvku předvedeném v představení 40 let Divadla Járy Cimrmana (2007)
5 – alternace z audionahrávky kolující po webu (2019)
6 – alternace z audionahrávky kolující po webu (2020)
7 – alternace z audionahrávky kolující po webu (2023)